# 托爾奎矮鮠
托爾奎矮鮠，為輻鰭魚綱鯰形目鱨科的其中一種，為熱帶淡水魚類，分布於亞洲印尼蘇門答臘南部Musi河流域，體長可達3.4公分，棲息在底層水域，生活習性不明。

## 扩展阅读
維基物種上的相關：托爾奎矮鮠